# Scott Cardle
Scott Cardle (ur. 17 marca 1989 w Lytham St Anne’s) – angielski bokser, amatorski medalista mistrzostw Unii Europejskiej w roku 2009.
W 2010 został mistrzem Wspólnoty Narodów w kategorii lekkopółśredniej.